# 小行星9555
小行星9555（9555 Frejakocha）是一颗绕太阳运转的小行星，为主小行星带小行星。该小行星于1986年4月发现。

## 轨道参数
小行星9555的轨道半长轴为353 192 869 km（2.3609149 UA），离心率为0.083。